# 有名化粧品連盟
有名化粧品連盟（ゆうめいけしょうひんれんめい）は、かつて存在した日本の化粧品メーカーのトップブランドの業界団体である。

## 略歴・概要
1965年（昭和40年）、東京に本社を持つ企業からは、クリーム製品で知られるウテナ、「キスミースーパー口紅」で知られるキスミーコスメチックス（現伊勢半）、「マダムジュジュ」で知られるジュジュ化粧品、「柳屋ポマード」で知られる柳屋本店の4社、大阪に本社をもつ企業からは、丹頂（現マンダム）、「クラブ歯磨」や戦前の広告・出版社「プラトン社」の経営で知られた中山太陽堂（現クラブコスメチックス）、古くは映画『君の名は』のタイアップ協賛や「オリリーカバーマーク」で知られるピアス、「明色」ブランドで知られる桃谷順天館、「モナ化粧品」の関西有機化学工業の5社、全9社が参加して設立した。
資生堂、カネボウ、あるいは小林コーセー（現コーセー）への牽制・包囲網として設立されたが、時代の波に飲み込まれていった。

## 関連事項
- Category:化粧品メーカー・ブランド

## 註
1. ↑  化粧品・日用品・流通 1965-1972年の記述を参照。